# Храна
Храна је било која материја која апсорпцијом у људском организму доприноси очувању његове хомеостазе. Храну у ужем смислу чине следећи састојци: угљени хидрати, беланчевине, масти, витамини и минерали. Све животне намирнице, осим неких изузетака (вода за пиће, минералне воде и кухињска со) су животињског или биљног порекла, па се стога намирнице према пореклу деле на: намирнице биљног и намирнице животињског порекла. Човеку је потребна и вода, коју уноси кроз храну или самостално.
Историјски, људи су обезбеђивали храну на два начина: ловом и сакупљањем и пољопривредом. У данашње време, највећи део прехрамбене енергије потребне за све веће становништво света снабдева прехрамбена индустрија.
Безбедност хране и сигурност хране прате агенције попут Међународне асоцијације за заштиту хране, Института за светске ресурсе, Светског програма за храну, Организације за храну и пољопривреду, и Међународног савета за храну. Они се баве питањима као што су: одрживост, биолошка разноврсност, климатске промене, нутритивна економија, раст популације, снабдевање водом и приступ храни.
Право на храну је људско право изведено из Међународног пакта о економским, социјалним и културним правима (ICESCR), признајући „право на одговарајући стандард живота, укључујући и адекватну храну”, као и „основно право на слободу од глади”.

## Извори хране
Већина хране води своје порекло из биљака. Нека храна се добија директно из биљака; али чак и животиње које се користе као извори хране се подижу помоћу хране добијене из биљака. Зрно је главна храна која обезбеђује више прехрамбене енергије широм света од било које друге врсте усева. Кукуруз, пшеница, и пиринач – са свим њиховим варијететима – сачињавају око 87% целокупне продукције житарица широм света. Највећи део светске производње житарица се користи за исхрану стоке.
Неки типови хране који не потичу од животињских или биљних извора су разне јестиве гљиве, а посебно печурке. Гљиве и амбијентне бактерије се користе у припреми ферментисане и кишељене хране као што су квашчани хлеб, алкохолна пића, сиреви, кисели краставци, комбуха, и јогурт. Још један пример су модрозелене алге као што је спирулина. Неорганске супстанце као што су со, пекарска сода и крем тартара се користе за презервирање или хемијско мењање једног састојка.

### Биљке
Многе биљке и биљни делови се једу као храна, а око 2.000 биљних врста се гаји за храну. Многе од ових биљних врста имају неколико различитих култивара.
Семе биљака су добар извор хране за животиње, укључујући људе, јер садржи хранљиве састојке неопходне за почетни раст биљке, укључујући и многе здраве масти, као што су омега масти. Заправо, већина хране коју конзумирају људи су намирнице засноване на семену. Јестиво семе обухвата житарице (кукуруз, пшеница, рижа, итд.), махунарке (пасуље, грашкове, сочива, и тако даље), и орахе. Биљно уље се често добија пресовањем из уљарица - сунцокрета, лана, уљане репице (укључујући канолино уље), сусама, итд).
Семе типично има висок садржај незасићене масти, и у умереним количинама се сматра здравом храном, иако нису сва семена јестива. Велика семена, попут оних од лимуна, представљају опасност од гушења, а семе од трешње и јабуке садрже цијаниде који могу бити отровни само ако се конзумирају у великим количинама.
Плодови су зрели јајници биљака, укључујући и семе унутар њих. Многе биљке и животиње су коеволуирале тако да су биљни плодови атрактивни извори животињска хране, а животиње које једу плодове могу пренети семе на велике раздаљине. Стога, плодови чине значајан део дијете већине култура. Неко ботаничко воће, као што су парадајз, тиква и патлиџан, се једе као поврће.
Поврће је други тип биљних материја које се обично једе као храну. Ово укључује коренско поврће (кромпир и шаргарепу), луковице (породицу лука), лиснато поврће (шпанаћ и зелена салата), стабљичасто поврће (бамбусови изданци и шпаргла), и цветно поврће (артичоке и брокуле и друго поврће као што су купус или карфиол).

### Животиње
Животиње се користе као храна директно или индиректно путем производа које производе. Месо је пример директног производа узетог од животиње, које потиче из система мишића или од органа.
Прехрамбени производи које производе животиња укључују млеко које производе млечне жлезде, које се у многим културама пије или прерађује у млечне производе (сир, путер итд). Поред тога, птице и друге животиње носе јаја, која се често једу, и пчеле производе мед, редуковани нектар са цвећа, што је популарни заслађивач у многим културама. Неке културе конзумирају крв, понекад у облику крвних кобасица, као згушњивач за сосове, или у зачињеном, засољеном облику за време оскудице хране, а друге користе крв у чорбама.
Неке културе и народи не конзумирају месне или животињске намирнице из културних, дијететских, здравствених, етичких или идеолошких разлога.Вегетаријанци својевољно не конзумирају храну из животињских извора у разним степенима. Вегани не конзумирају храну која јесте или садржи састојке из животињских извора.

## Производња хране
У прединдустријском друштву човек је храну сам узгајао, а понекад и продавао, док се данас производњом хране бави мањи део друштва. Данас су развијене:
- месна индустрија (месо и месне прерађевине, кобасице, шунке, паштете),
- млијечна индустрија (млијеко, јогурти, павлака, сиреви, млијечни намази),
- рибарска индустрија (улов и конзервирање рибе, рибље паштете),
- пекарска индустрија.

### Контрола квалитета
Како неконзервирана храна подлијеже кварењу (што може довести до епидемија), развијени су системи контроле квалитете хране, од произвођача до мјеста куповине, а најпознатији је HACCP систем.

### Производно-потрошачки ланац
- производња хране
- транспорт до складишта велетрговине
- транспорт до малих трговина

## Прерада хране
Поједине животне намирнице се користе у облику у коме се налазе у природи, а већина намирница се може користити тек послије одговарајуће припреме и прераде. Припремом и прерадом намирница одстрањују се нејестиви дијелови, постиже се боља сварљивост и боља одрживост намирница. Намирнице се припремају и прерађују примјеном разних поступака, као што су:
- механички поступци (уситњавање, пресовање, топљење, пасирање и др),
- биохемијски поступци - дејством одговарајућих ензима микробиолошког поријекла остварује се алкохолно и млијечно киселинско врење (зрење сира, подизање тијеста) и тако се добијају разни прехрамбени производи,
- примјена повишених температура (кување, печење, пастеризација, стерилизација, сушење),
- примјена ниских температура (хлађење, дубоко замрзавање),
- примјена разних физичко-хемијских метода конзервисања.

Прерадом намирница добијају се прехрамбени производи који се по хемијском саставу мање или више разликују од намирница из којих су произведени. У састав готово свих намирница улази вода. Већина намирница садржи и основне хемијске материје, минералне материје и витамине, само различите врсте и у различитим количинама, па се отуда намирнице међусобно разликују и по нутритивној и по енергетској вриједности.

## Нутритивне особине хране
Прехрамбени (нутритивни) конституенти у воћу и поврћу могу се поделити у две основне групе:
- Макронутритијенти: вода, угљени хидрати, протеини и масти
- Микронутритијенти (фитохемикалије): витамини, ензими, пигменти, минералне материје, ароматичне материје, пектини, танинске материје и друго.

У микронутритијенте из воћа и поврћа данас се сврставају и остале групе једињења фитохемијских материја: антиоксиданси, биофлавоноиди, фитоензими, фитохормони, флавоноиди, изофлавини, пикногеноли, и сл. Тамније и обојене врсте поврћа и воћа су богатије садржајем провитамина А (каротеноида) и флавоноида. У последње време ова једињења постају све више предмет изучавања у погледу њиховог утицаја на хумани метаболизам и побољшање здравља. Макро и микронутритијенти воћа и поврћа су продукти метаболизма биљних врста. То подразумева да биљке производе хемијске компоненте у току свог метаболизма. Примарне компоненте метаболизма биљака су у ствари макроконституенти: угљени хидрати, масноће, протеини (нуклеотиди и пептиди) и настају у током централног метаболизма биљака. Секундарни метаболити нису део централног метаболизма биљака, али имају значајну функцију у заштити биљака од болести и тзв. стреса изазваног условима окружења а истовремену играју важну улогу у људској прехрани.
Физиолошка потреба за храном је потреба за сасвим одређеним нутријентима који су садржани у храни. Нутритијенти су хемијски састојци хране, битни за правилно функционисање тела. Сваки нутритијент има једну или више следећих функција:
- Енергетска функција хране
- Градивна
- Регулацијско-заштитна функција хране

### Енергетска функција хране
Енергетска функција подразумева стварање извора енергије за метаболизам или активности. При томе је различита енергија коју ослобађају угљени хидрати, масноће или протеини. Понекад је за сваки прехрамбени производ потребно дефинирати енергетску вредност на декларацији производа, а прописи одређених држава (као у САД, а према захтјевима министарстава ФДА, УСДА) то понекад стриктно налажу. С тим у вези препоручује се произвођачима дефинисање величине порције. Главни енергетски извор воћа и поврћа су угљени хидрати, мада постоје неке врсте које су богате протеинима и масноћама. Енергија из хране добија се метаболизмом масти, угљених хидрата и беланчевина, а исказује се у килоџулима (kJ) или у килокалоријама (kcal). Приликом прерачунавања из једних у друге јединице примењују се следеће вредности: 1 kJ = 0.2388 kcal, а 1 kcal= 4.184 kJ. Треба водити рачуна да конзумација алкохола такође доприноси укупном уносу енергије. За израчунавање енергије користе се тзв. „претварајући фактори”. То су просечне вредности добијене сагоревањем (метаболизовањем) беланчевина, масти, угљених хидрата и алкохола.
- 10% Термички ефект хране
- 20-30% Активност
- 60-70% Остали део метаболизма
- Беланчевине - 4 - 5
- Угљени хидрати - 4- 5 kcal/g
- Масти - 7 - 8

### Регулацијско-заштитна функција хране
Регулацијско - заштитна функција хране подразумијева учешће компоненти хране у регулацији телесних процеса, укључујући метаболизам, раст, санирање оштећења и репродукцију. С обзиром на хемијски састав воћа и поврћа у овој групи значајну улогу имају витамини, минерали, сирова влакна, фитохемијска једињења.

### Вода у воћу и поврћу
Вода је главни састојак воћа и поврћа са значајном функционалном улогом пошто непосредно учествује у изградњи биљних ткива, а истовремено има утицаја на одабир и примену метода и поступака конзервирања.
У односу на већину намирница, поврће и воће је најбогатије водом. Поврће генерално садржи 90-96% воде, док воће нормално може садржавати између 80 и 90%. Присутна количина воде налази се везана у разним облицима. Од начина везаности зависи њена улога у одржавању структуре као и понашање и утицај на извођење технолошких поступака прераде. Вода у воћу и поврћу може бити слободна и везана, а то везивање може бити хидратационо, осмотско и механичко.

#### Облици воде у биљним ћелијама
Биљна ћелија садржи знатне количине воде. У биљној ћелији вода може бити везана у следећим формама:
- везана вода у ћелији, а у њој су растворене органске и минералне материје (вакуола)
- колоидно везана вода која се налази у мембрани, цитоплазми и језгру и коју је теже уклонити током сушења или дехидратационих процеса
- конституциона вода је директно везана у хемијске компоненте молекула коју је такође врло тешко уклонити.

Већина најважнијих макромолекуларних састојака воћа и поврћа има хидрофилне особине, те воду везује путем адсорпције, градећи при томе хидроколоиде. Услед диполног карактера око молекуле воде ствара се хидратни омотач. То се манифестује везивањем воде са поларним групама, односно хидрофилним групама као што су хидроксил, амино, карбоксил и сличне групе. Вода која се на тај начин адсорбује назива се хидратна вода. Ова количина воде пропорционална је равнотежном садржају воде, а зависи од енергије везивања молекула воде са одговарајућим макромолекуларним састојцима као што су желатин, скроб и сл.
Осмотски начин физичко-хемијског везивања воде својствен је протеинском лепку брашна, при чему се запажа јако бубрење.

#### Механичко–физичко везивање воде
Типично за ову врсту везаности воде у многим намирницама је могућност њеног уклањања механичким деловањима (на пример пресовањем). Механички везана вода појављује се у више облика и то као:
- Структурална вода,
- Микрокапиларна вода
- Макрокапиларна вода
- Површински везана вода

Структурна вода је везана путем компликоване унутрашње структуре колоидног система. У разним намирницама за које је карактеристична гел-структура вода је „заробљена” тј. имобилисана у потпуности од стране просторне конфигурације створене од присутних сувих материја. Овако се може објаснити компактан облик и чврсто стање огуљеног краставца упркос високом садржају воде (скоро 98%), а такође и многих других врста поврћа са 80-95%, односно меса са преко 70% воде.
Микрокапиларна и макрокапиларна вода смештена је у капиларима. Својствено за микрокапиларну воду је чињеница да је притисак засићене водене паре у микрокапилари мањи него што је у околном простору. То доводи до капиларне кондензације воде чак и у случајевима када је релативни садржај влаге околине нижи од 100%. Макрокапиларна вода се налази у капиларима где је притисак засићене водене паре у капиларима идентичан са притиском засићене водене паре изнад равне водене површине.
Површински везана вода распоређена је искључиво на спољним површинама. Ова вода је везана чистом адхезијом, тј. нагомилавањем на чврстим честицама материја већих од појединачних молекула. У односу на остале начине везивања воде, ова веза је најслабија, тако да се вода може одстранити без тешкоћа, на пример центрифугирањем.
Слободно или везано стање воде у намирницама од великог је значаја и са практичног становишта. Под слободном водом се подразумева она вода која располаже пуном способношћу растварања. Адсорпциона вода је делом ограничена и у погледу способности растварања, и у погледу своје покретљивости. Структурна вода, међутим, има практично исту способност растварања као и слободна вода, упркос своје приличне имобилизираности. Вода у микрокапиларима, макрокапиларима, као и површински везана вода, по својим карактеристикама и активности спадају у категорију слободне воде.
Сразмјерно највише слободне воде садрже течне намирнице (воћни сокови, млеко, вино). Количински је садржај воде у намирницама са много масти мали, али је сва та количина или „слободна” или само механички везана. Најмање слободне воде имају намирнице које садрже мало воде, а много беланчевина и угљених хидрата (нпр. сушени производи од поврћа и воћа, брашна и сл.).